# Cynthia Bailey
Cynthia Denise Bailey (Decatur, Alabama, 19 de febrero de 1967) es una modelo, personalidad de televisión y actriz estadounidense. Nacida y criada en Alabama, se mudó a la ciudad de Nueva York a la edad de 18 años para seguir una carrera como modelo. Allí firmó un contrato de cinco años con Wilhelmina Models, y posteriormente apareció como modelo en varias revistas y campañas publicitarias. Trabajó como modelo de pasarela en París y Milán.
Bailey ha actuado en películas, incluidas Sin ti no soy nada (1990) y Por amor o dinero (1993), y en programas de televisión, como El show de Cosby. Se unió al programa de telerrealidad The Real Housewives of Atlanta en el 2010 y permaneció allí por once temporadas, hasta 2021. Desde entonces, aparece como invitada en el mismo.

## Primeros años
Cynthia Denise Bailey nació el 19 de febrero de 1968 en Decatur, Alabama, y creció en Tuscumbia. Su padre, Elijah, trabajaba en una fábrica de automóviles y su madre, Barbara, trabajaba en una fábrica de costura. Barbara tenía 18 años cuando quedó embarazada de Cynthia y tuvo otra hija, Malorie, aproximadamente un año después. Mientras crecía, Cynthia se inspiró en su abuela, Mae Frankie Ford, quien trabajaba en una fábrica de costura, vendía hot dogs y hamburguesas, limpiaba casas y se ofrecía como voluntaria para cuidar a una anciana. Describió a Ford como "la primera empresaria negra en [su] vida".
Bailey se inscribió en cursos de primer año en la Universidad de Alabama en Huntsville y compitió en concursos de belleza locales. Fue la primera reina afroamericana del baile de bienvenida en Deshler High School. Después de ganar el evento, participó en un concurso de reinas de bienvenida. Aunque no ganó, un cazatalentos de Wilhelmina Models se puso en contacto con ella. A los 18 años, se mudó a la ciudad de Nueva York y firmó un contrato de cinco años con la agencia de modelos. Recaudó el dinero para la mudanza a través de un trabajo de medio tiempo en un centro comercial.

## Carrera profesional

### 1985-2009: Inicios en el modelaje
Bailey apareció en la película de bajo presupuesto de 1985 The Dark Power y en el video musical de 1989 de "Round &amp; Round" de New Order. En 1990, interpretó a Roxanne en la película Sin ti no soy nada, y siguió siendo amiga de su compañera Sandra Bernhard. Naomi Campbell fue considerada para el papel. Bailey apareció en un episodio de 1990 de la comedia The Cosby Show. Su audición para un papel en la película de 1991 The Five Heartbeats apareció en el documental de 2018 The Making of the Five Heartbeats. En 1993, interpretó a una modelo en la película For Love or Money, y al año siguiente, apareció en el video musical del sencillo "Nuttin But Love" de Heavy D del álbum del mismo nombre. Interpretó a una masajista en un episodio de 1995 de New York Undercover.
Después de trabajar como modelo de pasarela en París y Milán durante un año, Bailey regresó a la ciudad de Nueva York y modeló para Maybelline, Oil of Olay y Target y en revistas como Vogue, Glamour, Elle y Vanity Fair. Apareció en dos portadas de la revista Essence en junio de 1995. – su primer trabajo como modelo – y 1997. La entonces editora en jefe de la revista, Susan L. Taylor, describió a Bailey como una de sus modelos favoritas. El trabajo favorito como modelo de Bailey fue una foto de Vanity Cover de Annie Leibovitz y con Iman, Beverly Johnson, Naomi Campbell y Tyra Banks; Iman había invitado a Bailey a participar en el rodaje.

### 2010-2016:The Real Housewives of Atlantay otros trabajos
En 2010, Bailey se unió al programa de telerrealidad The Real Housewives of Atlanta, que presentaba su relación con el dueño del club Peter Thomas y su amistad con NeNe Leakes. Fue presentada en la tercera temporada del programa junto con Phaedra Parks. Bailey inicialmente no estaba segura de unirse al programa y lo describió como "demasiado dramático", pero cambió de opinión después de verlo como una oportunidad comercial. Bravo la contactó poco después de mudarse a Atlanta con Thomas; la cadena dijo que "querían traer más clase al elenco y presentar a más mujeres que ya tenían carreras exitosas antes del programa".
En 2011, Bailey abrió su escuela de modelos, Bailey Agency School of Fashion en Atlanta; Al año siguiente, realizó una búsqueda de modelos en varias ciudades del sur de los Estados Unidos como parte de un concurso para ganar la representación de una agencia de modelos de Nueva York. Bailey apareció en una trilogía de videos musicales ("Age Ain't a Factor", "Baby x3" y "Chase Forever") para el álbum Appreciation Day de 2013 de Jaheim. En el video "Age Ain't a Factor", se la mostró en un artículo ficticio de Essence sobre "Ageless Beauty", junto a LisaRaye McCoy y Vivica A. Fox. El video "Baby x3" se enfoca en la infidelidad con Bailey y Thomas interpretando a "amantes secretos".
Bailey apareció en la serie documental Black Friday de 2015, que trata sobre lo poco que se retiene el gasto de los consumidores dentro de las comunidades negras. El mismo año, actuó en el piloto de televisión de Kenya Moore, Life Twirls On. Para el personaje, usó un acento jamaicano. En 2016, tuvo un papel menor en la película Sharknado: The 4th Awakens, y fue estrella invitada en The Next: 15 junto a su ex coprotagonista de The Real Housewives of Atlanta, Claudia Jordan. Apareció en una edición de celebridades de Cupcake Wars con NeNe Leakes.

### 2017-presente: Expansión profesional
Bailey fue juez invitada para la competencia preliminar y final de la 65.ª competencia de Miss Universo. En 2018, Bailey firmó un contrato con la agencia Major Models, con sede en Nueva York; su hija también está firmada con la empresa. En abril de 2018, Bailey se sometió a una cirugía para extirpar un tumor lipoma de su omóplato izquierdo. El procedimiento fue exitoso sin complicaciones reportadas. En 2019, Bailey protagonizó un episodio de Last Call, y actuó en How High 2, la secuela de la película de 2001 How High. Comenzó una línea de bolsos, llamada CB VIOR, así como una línea de velas, artículos de cuero y anteojos.
Bailey abrió un bar de vinos, The Bailey Wine Cellar, y un espacio para eventos, The Bailey Room, en Grant Park, Atlanta en julio de 2019. El mismo año, se asoció con Seagram, creando una bebida de autor, un cóctel Bellini. Se vendió en abril de 2019. La fiesta de lanzamiento se mostró en un episodio de la undécima temporada de The Real Housewives of Atlanta. En él, Leakes está enojada porque Bailey había invitado a Kenya Moore al evento sin su conocimiento. El incidente se discutió durante los episodios de reunión de la temporada, y Leakes y Bailey terminaron públicamente su amistad. Bailey es embajadora de marca de Seagram desde 2018. En el 2019, apareció como invitada en Star y Tales.
Bailey decidió dejar The Real Housewives of Atlanta en 2021, luego de ser parte de la serie durante once temporadas. Protagonizó la primera temporada de The Real Housewives Ultimate Girls Trip, un spin-off con varias mujeres de la franquicia The Real Housewives, que se estrenó en Peacock en 2021. En una entrevista de Essence realizada el mismo año, dijo que estaba cambiando su enfoque de la telerrealidad a la actuación. Bailey tiene un papel recurrente en la segunda temporada de Games People Play como la documentalista Ndasia.
En 2022, Bailey compitió como HouseGuest en la tercera temporada de Celebrity Big Brother, quedando tercera en la competencia. El mismo año, apareció en la película Cruel Instruction de Lifetime de 2022.

## Vida personal
Bailey salió con Jayson Williams en 1996, y él le propuso matrimonio durante un espectáculo de medio tiempo de los New Jersey Nets. Ella rechazó la propuesta y le devolvió el anillo de compromiso. También rechazó una propuesta de matrimonio de Russell Simmons. Bailey tuvo una relación romántica con Leon Robinson y el 9 de noviembre de 1999 dio a luz a su hija, Noelle. Durante su embarazo, Bailey se enteró de que tenía un fibroma uterino, que describió como "del tamaño de una uva"; eligió tratar esto con embolización de fibroma uterino en lugar de una histerectomía porque quería tener la opción de tener más hijos en el futuro. Se asoció con los Centros de Fibromas de EE. UU. para crear conciencia sobre los fibromas y las opciones de tratamiento.
Bailey se casó con Peter Thomas el 24 de julio de 2010 en el Museo de Historia Natural Fernbank; la boda se mostró en un episodio de la tercera temporada de The Real Housewives of Atlanta. En 2013, Bailey y Thomas publicaron un libro sobre su relación titulado Carry-On Baggage: Our Nonstop Flight.
Bailey y Thomas anunciaron públicamente su separación en 2016 y su divorcio finalizó en marzo de 2017. Bailey se mudó con su hija a una casa a la que llama "Lake Bailey". Inicialmente quería un apartamento, diciendo que quería "el estilo de vida de la ciudad de Nueva York", pero los productores de The Real Housewives of Atlanta la convencieron de comprar una casa.
Bailey anunció públicamente su relación con el corresponsal de Fox Sports Mike Hill en agosto de 2018. Hill y Bailey se comprometieron en julio de 2019, y se casaron el 10 de octubre de 2020. Bailey dijo que debido a la pandemia de COVID-19, se implementaron reglas estrictas para la boda, como distanciamiento social obligatorio y mascarillas o protectores faciales, para proteger a los 250 invitados y una limpieza profunda del lugar de Acworth, Georgia. Sin embargo, Bailey recibió críticas en las redes sociales luego de la publicación de imágenes y videos que mostraban a los invitados sin mascarillas. Anunció en octubre de 2022 que solicitó el divorcio de Hill.

## Filmografía

### Películas
| Título             | Año  | Rol    | Ref(s) |
| ------------------ | ---- | ------ | ------ |
| El poder oscuro    | 1985 | tammie | [ 10 ] |
| Sin ti no soy nada | 1990 | roxana | [ 13 ] |
| Por amor o dinero  | 1993 | Modelo | [ 13 ] |

### Televisión
| Título                                  | Año             | Rol               | Notas                                                        | Ref(s) |
| --------------------------------------- | --------------- | ----------------- | ------------------------------------------------------------ | ------ |
| El show de cosby                        | 1990            | Sheniquah Watkins | Episodio: "Solo pensando en ello"                            | [ 14 ] |
| Nueva York encubierto                   | 1995            | Masajista #2      | Episodio: "Catman regresa"                                   | [ 12 ] |
| The Real Housewives of Atlanta          | 2010-2021, 2023 | Ella misma        | Reparto principal (temporadas 3-13); invitada (temporada 15) | [ 9 ]  |
| Black Friday                            | 2015            | Ella misma        | Serie documental                                             | [ 23 ] |
| Life Twirls On                          | 2015            | CeeCee            | Piloto de televisión                                         | [ 24 ] |
| The Next 15                             | 2016            | Ella misma        |                                                              | [ 26 ] |
| Guerra de pastelillos                   | 2016            | Ella misma        | Concursante; episodio: "Celebridad: Hello Cupcakes"          | [ 27 ] |
| Sharknado: El cuarto despertar          | 2016            | Técnica Addison   | Película de televisión                                       | [ 25 ] |
| Última llamada                          | 2019            | Eloise            | Episodio: "Quince minutos"                                   | [ 30 ] |
| ¿Qué tan alto 2                         | 2019            | Ella misma        | Película de televisión                                       | [ 13 ] |
| Estrella                                | 2019            | Tasha Rae         | Episodio: "Tóxico"                                           | [ 39 ] |
| Cuentos                                 | 2019            | Sally             | Episodio: "Hermanos"                                         | [ 13 ] |
| The Real Housewives Ultimate Girls Trip | 2021            | Ella misma        | Temporada 1                                                  | [ 41 ] |
| Games People Play                       | 2021            | N'Dasia           | Temporada 2, recurrente                                      | [ 43 ] |
| The Housewives of the North Pole        | 2021            | Ella misma        | Película para televisión, cameo                              | [ 63 ] |
| mujer borracha soltera                  | 2022            | Noreen            | Episodio: "Lo siento, pero. . ."                             | [ 64 ] |
| Unidad del lago del terror              | 2022            | Rose              | Temporada 2, regular                                         | [ 65 ] |
| Celebrity Big Brother                   | 2022            | Concursante       | Temporada 3                                                  |        |
| Instrucción cruel                       | 2022            | Karen Adams       | película de televisión                                       | [ 44 ] |
| The Real Housewives of Beverly Hills    | 2023            | Ella misma        | Invitada (temporada 13)                                      |        |

### Apariciones en videos musicales
| Título               | Año  | Artista     | Ref.   |
| -------------------- | ---- | ----------- | ------ |
| "Round & Round"      | 1989 | Nuevo orden | [ 11 ] |
| "Age Ain't a Factor" | 2013 | Jaheim      | [ 20 ] |
| "Baby x3"            | 2013 | Jaheim      | [ 21 ] |
| "Chase Forever"      | 2013 | Jaheim      | [ 22 ] |